# کریس اسمیت
کریس اسمیت (انگلیسی: Chris Smith؛ زاده ۱۷ مهٔ ۱۹۷۰) یک بازیکن بسکتبال اهل ایالات متحده آمریکا است.